# János Kornis
Dans le nom hongrois Kornis János, le nom de famille précède le prénom, mais cet article utilise l’ordre habituel en français János Kornis, où le prénom précède le nom.
János Kornis (gönczruszkai gróf Kornis János Ignác en hongrois), né le 15 septembre 1781 à Kolozsvár en Transylvanie et mort le 15 août 1840 dans la même ville, est un administrateur hongrois de l'empire d'Autriche. 

## Biographie
Membre de la famille Kornis, il est le fils du comte Zsigmond Kornis (1750-1809) et de la comtesse Krisztina marosnémethi Gyulay (1760-1785). Administrateur de Kővár (1817), il devient par la suite le vice-gouverneur de Transylvanie et véritable conseiller privé en 1827. Il fut gouverneur de Transylvanie sous l'autorité des Habsbourg de 1838 à sa mort.